# Messier 38
Messier38 (M38, o NGC 1912) és un cúmul obert a la constel·lació d'Auriga (el cotxer). Va ser descobert per Giovanni Battista Odierna el 1654 i posteriorment redescobert per s Le Gentil el 1749, finalment Charles Messier el va catalogar el 1764
M38 dista prop de 4.200 anys llum de la Terra i té una extensió de prop de 25 anys llum. La seva edat estimada és de 220 milions d'anys. Conté prop d'una centena d'estrelles. L'estrella més brillant és una gegant groga de magnitud aparent 7,9 i tipus espectral G0, prop de 900 vegades més lluminosa que el sol.